# Вольфганг Шрайнер
Вольфганг Шрайнер (нім. Wolfgang Schreiner; 20 квітня 1917, Франкфурт-на-Майні — 11 червня 1943, Атлантичний океан) — німецький офіцер-підводник, оберлейтенант-цур-зее крігсмаріне.

## Біографія
3 квітня 1937 року вступив на флот. В жовтні 1939 року відряджений в авіацію. В січні-вересні 1941 року пройшов курс підводника. З 23 жовтня 1941 року — 1-й вахтовий офіцер на підводному човні U-593. В липні-серпні 1942 року пройшов курс командира човна. З 26 вересня 1942 року — командир U-417. 3 червня 1943 року вийшов у свій перший і останній похід. 11 червня U-417 був потоплений в Північній Атлантиці південно-східніше Ісландії (63°20′ пн. ш. 10°30′ зх. д.) глибинними бомбами британського бомбардувальника Летюча фортеця. Всі 46 членів екіпажу загинули.

## Звання
- Кандидат в офіцери (3 квітня 1937)
- Морський кадет (21 вересня 1937)
- Фенріх-цур-зее (1 травня 1938)
- Оберфенріх-цур-зее (1 липня 1939)
- Лейтенант-цур-зее (1 серпня 1939)
- Оберлейтенант-цур-зее (1 вересня 1941)